# 112 (группа)
112 — американская группа в жанрах R&B и поп. Все участники квартета родились и выросли в Нью-Йорке. Они имели ошеломляющий успех в 90-х и в начале 2000-х годов. Группа известна серией хитов, включая «It’s Over Now» и «U Already Know». Группа выиграла свою первую премию «Грэмми» в 1998 году с песней «I’ll Be Missing You» совместно с Diddy и Faith Evans. На данный момент у них перерыв карьеры. Все участники углубились в свои сольные проекты.

## История

### 1991—1995: Ранние годы
Все участники группы познакомились в школе, они были одноклассниками. Осознав, что у них есть общие интересы, они решили создать музыкальную группу. Изначально они назывались «Forte». Они выиграли несколько детских (потому-что на тот момент участникам группы было по 11-12 лет) музыкальных конкурсов, они начали выступать в ночных клубах и на разогревах у разных известных артистов. В сентябре 1995 года они выступали в клубе «112», от него и пошло окончательное название группы. Суть в том, что когда они выступали, в клубе присутствовал легендарный продюсер Puff Daddy. Он заметил как хорошо поёт группа, решил подписать их на свой лейбл Bad Boy Records. Итак, они начинают записывать свой дебютный альбом.

### 1996—1999: Room 112, The Show и популярность
27 июня 1996 года выходит их дебютный альбом Room 112. Альбом стал успешным, он стал трижды платиновым и был продан в количестве более трёх миллионов копий в США. В основном, альбом спродюсировал Puff Daddy. На альбоме есть совместные работы с The Notorious B.I.G., Mobb Deep, Faith Evans и Puff Daddy. Альбом дебютировал на 5 месте в чарте Billboard 200, а два синла с альбома, «Only You» и «Cupid», достигли топ-5 в чарте Billboard Hot 100.
9 марта, 1997 года умирает легендарный рэпер и близкий друг группы The Notorious B.I.G. В мае 1997 года выходит поминальная композиция «I'll Be Mising You», которая сразу же дебютирует на первом месте в чарте Billboard Hot 100 и держится там в течение 13 недель. Этот рекорд до сих пор не смогла повторить не одна R&B группа в США.
В 1998 году они становятся одними из исполнителей в туре Puff Daddy «No Way Out Tour». Турне становится самым коммерчески успешным хип-хоп туром всех времен и народов, собрав более 160 миллионов долларов прибыли. Сразу после окончания тура 112 начинает записывать новый альбом.
Второй студийный альбом под названием The Show вышел в конце октября 1998 года и сразу же попадает на первую строчку чарта Billboard 200. Первый сингл «No Diggity», попал на первое место в чарте Billboard Hot 100 Альбом стал четырежды платиновым, продавшись в количестве более 4 миллионов копий в США. Альбом звучит более прямолинейно и агрессивно. Ребята ни на что не намекают, а откровенно соблазняют. Ставка была сделана на провокационность основных песен и модное звучание. Эксперименты со звуком и сексуальная лирика сделали второй сингл «Anywhere» хитом. Рэперы здесь никуда не исчезли, на альбоме рифмуют Puff Daddy, Lil’ Kim и Twista.
В мае 1999 года, группа 112 начинает собственный тур совместно с Уитни Хьюстон и Джанет Джексон. Тур прошёл по 18 городам в США и по 30 городам в Европе.

## Дискография

### Альбомы
| Название        | Информация об альбоме                                                                                         | Позиции в чарте | Позиции в чарте | Позиции в чарте | Позиции в чарте | Позиции в чарте | Позиции в чарте | Позиции в чарте | Позиции в чарте | Сертификации                                                                              |
| Название        | Информация об альбоме                                                                                         | US              | US R&B          | AUS             | BEL (FL)        | CAN             | FRA             | GER             | UK              | Сертификации                                                                              |
| --------------- | --- | --------------- | --------------- | --------------- | --------------- | --------------- | --------------- | --------------- | --------------- | ----------------------------------------------------------------------------------------- |
| Room 112        | - Дата выхода: 27 августа, 1996 года - Лейбл: Bad Boy Records - Формат: CD, Винил, Кассета, Цифровая загрузка | 5               | 1               | 78              | 37              | 21              | 98              | 28              | 20              | - США: 2x Платиновый - Канада: Платиновый                                                 |
| The Show        | - Дата выхода: 27 октября, 1998 года - Лейбл: Bad Boy Records - Формат: CD, Винил, Кассета, Цифровая загрузка | 1               | 1               | 5               | 16              | 5               | 68              | 45              | 16              | - США: 4× Платиновый - Великобритания: Золотой - Канада: 2× Платиновый - Франция: Золотой |
| Part III        | - Дата выхода: 12 марта, 2001 года - Лейбл: Bad Boy Records - Формат: CD, Кассета, Цифровая загрузка          | 1               | 1               | 1               | 1               | 1               | 3               | 5               | 1               | - США: 8x Платиновый - Канада: 2x Платиновый                                              |
| Hot & Wet       | - Дата выхода: 18 ноября, 2003 года - Лейбл: Bad Boy Records - Формат: CD, Кассета, Цифровая загрузка         | 4               | 2               | 22              | 3               | 12              | 33              | 15              | 8               | - США: Золотой                                                                            |
| Pleasure & Pain | - Дата выхода: 29 марта, 2005 года - Лейбл: Def Jam Recordings - Формат: CD, Кассета, Цифровая загрузка       | 2               | 1               | 18              | 19              | 2               | 1               | 8               | 1               | - США: Платиновый                                                                         |